# 蒙代 (密蘇里州)
蒙代（英語：Monday）是位於美國密蘇里州富蘭克林縣的非建制地區。

## 歷史
蒙代的郵局於1900年設立，其後於1908年停運。

## 地理
蒙代所處的海拔為高於海平面214米（即702英呎），而該地所採用的時區為UTC-6，即北美中部時區（CST）。同時該地設有夏令時間，為UTC-6調快一小時，即UTC-5（CDT）。